# Microcyclops medius
Microcyclops medius – gatunek widłonoga z rodziny Cyclopidae. Nazwa naukowa tego gatunku skorupiaków została opublikowana w 1986 roku przez biologów Bernarda Dussarta i Santę M. Frutos.